# 阿比盖尔·斯皮尔斯
阿比盖尔·米夏·斯皮尔斯（英語：Abigail Michal Spears，1981年7月12日—），美國职业网球运动员。

## 職業生涯
斯皮尔斯在2000年轉為職業球員。2005年澳大利亚网球公开赛成功打入第三輪，並在2008年溫布頓網球錦標賽女子雙打中夥拍拉克尔·科普斯－琼斯成功打進第三輪，同年的美國網球公開賽雙打更打進八強。這組合在2012年更創佳績，該年共贏得四項雙打冠軍，分別在卡尔斯巴德、首爾、東京和大阪，在溫布頓網球賽更殺入八強。
斯皮尔斯單打最佳排名為2005年6月6日的第66位，雙打最佳排名為2014年6月24日的第二位。斯皮尔斯並有沒贏過任何一場WTA單打賽事，但雙打賽事有12項冠軍佳績。

## 參未資料
1. ↑  . University of California, Los Angeles.   [November 13, 2010]. （原始内容存档于2012-06-09）.
2. 1 2  . Women's Tennis Association.   [November 13, 2010]. （原始内容存档于2010-12-07）.
3. ↑  Dillman, Lisa. . Los Angeles Times. January 21, 2005  [November 13, 2010]. （原始内容存档于2012-11-03）.

## 外部連結
- 阿比盖尔·斯皮尔斯的国际女子网球协会官方資料（英文）